# If Darkness Had a Son
If Darkness Had a Son è un singolo del gruppo musicale statunitense Metallica, pubblicato il 1º marzo 2023 come terzo estratto dall'undicesimo album in studio 72 Seasons.

## Descrizione
Il brano è stato annunciato il giorno precedente alla sua pubblicazione tramite un breve video caricato dal gruppo sul social network TikTok, che mostra i Metallica eseguirne uno snippet.

## Video musicale
Il video, diretto da Tim Saccenti e girato a Los Angeles il 9 gennaio 2023, è stato diffuso sul canale YouTube del gruppo in concomitanza al lancio del singolo.

## Tracce
Testi e musiche di James Hetfield, Lars Ulrich e Kirk Hammett, eccetto dove indicato.
1. If Darkness Had a Son – 6:37

Tracce bonus nell'edizione di Spotify
1. Screaming Suicide – 5:30 (James Hetfield, Lars Ulrich, Robert Trujillo)
2. Lux æterna – 3:25 (James Hetfield, Lars Ulrich)

## Formazione
Hanno partecipato alle registrazioni, secondo le note di copertina di 72 Seasons:
Gruppo
- James Hetfield – chitarra, voce
- Lars Ulrich – batteria
- Kirk Hammett – chitarra
- Robert Trujillo – basso

Produzione
- Greg Fidelman – produzione, missaggio
- James Hetfield – produzione
- Lars Ulrich – produzione
- Jim Monti – ingegneria del suono
- Sara Lyn Killion – ingegneria del suono
- Jason Gossman – ingegneria del suono aggiuntiva, montaggio
- Dan Monti – montaggio
- Kent Matcke – assistenza all'ingegneria
- Bob Ludwig – mastering

## Classifiche
| Classifica (2023)                | Posizione massima |
| -------------------------------- | ----------------- |
| Stati Uniti (hard rock)          | 6                 |
| Stati Uniti (rock & alternative) | 16                |